# José Ivanaldo de Souza
José Ivanaldo de Souza, detto Souza (Itajá, 6 giugno 1975), è un ex calciatore brasiliano, di ruolo centrocampista, e dirigente sportivo, nonché attuale presidente dell’América-RN.

## Caratteristiche tecniche
Gioca come centrocampista offensivo ed è un giocatore dalla buona tecnica e dalla discreta rapidità.

## Carriera

### Club
Nato nello Stato di Rio Grande do Norte, Souza iniziò nell'América de Natal, la squadra principale dello Stato. Quando si trasferì al Corinthians guadagnò notorietà in tutto il Brasile.
Giocò nel club di San Paolo dal 1994 al 1998, partecipando alle vittorie dei campionati statali 1995 e 1997, e della Copa do Brasil nel 1995. Grazie alle sue prestazioni nel Corinthians, venne anche convocato in Nazionale brasiliana.
Passò poi al San Paolo, e da lì all'Atlético-PR e all'Atlético-MG. Nel 2003, si trasferì al Krylya Sovetov, squadra russa. Dopo due stagioni nel paese europeo, tornò in patria nel 2005, al Flamengo.
Cinque mesi dopo, se andò da Gávea, e decise di tornare alle origini, tornando nel 2006 a vestire la maglia dell'América-RN. Nel 2008 ha firmato per l'Atlético Mineiro.
Ha all'attivo più di 200 presenze nel campionato brasiliano di calcio.

### Nazionale
Con la Nazionale brasiliana giocò 11 partite dal 1995 al 1996, venendo incluso nella rosa dei convocati per la Copa América 1995.

## Palmarès

### Club

#### Competizioni statali
- Campeonato Potiguar: 2

América-RN: 1991, 1992
- Campeonato Paulista: 4

Corinthians: 1995, 1997
San Paolo: 1998, 2000
- Supercampeonato Paulista: 1

San Paolo: 2002

#### Competizioni interstatali
- Torneo Rio-San Paolo: 1

San Paolo: 2001

#### Competizioni nazionali
- Campionato brasiliano: 1

Atlético-PR: 2001
- Coppa del Brasile: 1

Corinthians: 1995

### Nazionale
- Campionato mondiale Under-17: 1

Nuova Zelanda 1999